# Emily Mason

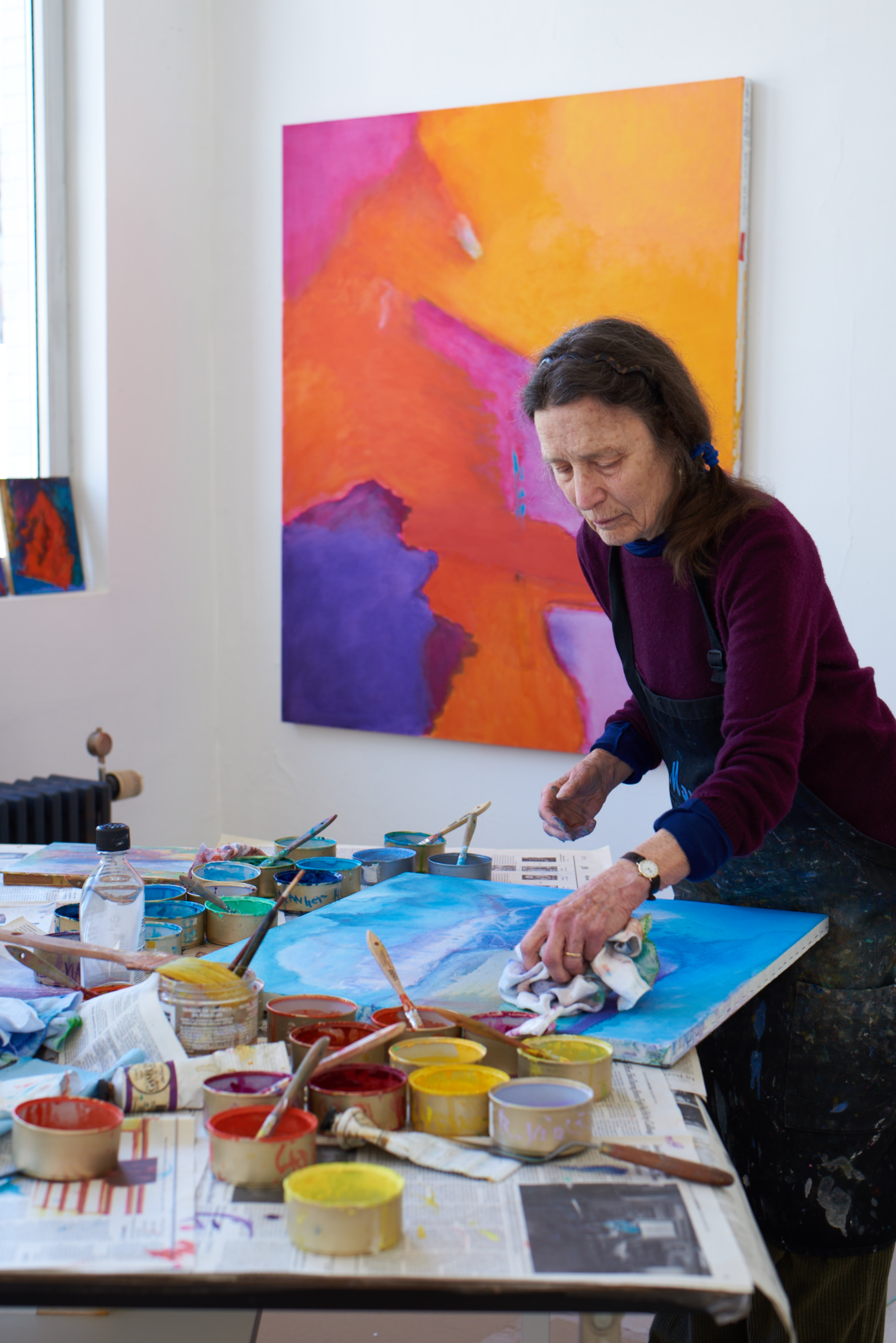
Emily Mason bei der Arbeit in ihrem Atelier in Manhattan im April 2016

Emily Mason (* 12. Januar 1932 in Manhattan, New York City; † 10. Dezember 2019 in Brattleboro, Vermont) war eine US-amerikanische Malerin des Abstrakten Expressionismus.

## Leben
Emily Mason entstammte einer Künstlerfamilie. Ihre Mutter, Alice Trumbull Mason, war eine bedeutende abstrakte Malerin und direkte Nachfahrin des Historienmalers John Trumbull. In ihrer Kindheit kam sie mit Künstlern wie Piet Mondrian und Joan Miró in Kontakt. Nach dem Besuch der High School of Music & Art studierte sie zunächst am Bennington College, bevor sie 1952 an die Cooper Union wechselte. 1955 erhielt sie ein Fulbright-Stipendium für ein Studium in Venedig. Dort lernte sie den Maler Wolf Kahn kennen, den sie 1957 heiratete.
Emily Mason etablierte sich in den 1950er Jahren in der New Yorker Kunstszene und entwickelte einen intuitiven Malstil, beeinflusst vom Abstrakten Expressionismus. Sie hatte 1960 ihre erste Einzelausstellung in der Area Gallery in New York und stellte in den folgenden Jahrzehnten regelmäßig aus. Ihre Werke sind in Sammlungen verschiedener Museen vertreten, darunter das Cleveland Museum of Art, das Bennington Museum und das New Britain Museum of American Art, des National Academy Museum, des Springfield Museums, des University of New Mexico Art Museum, des Washington County Museum of Fine Arts und des Wheaton College.
Ab 1979 lehrte Emily Mason mehr als 30 Jahre lang Malerei am Hunter College in New York. Für ihr Werk erhielt sie zahlreiche Auszeichnungen, darunter den Ranger Fund Purchase Prize der National Academy of Design. 2006 und 2015 erschienen zwei Monographien über sie von David Ebony. Neben New York verbrachte Emily Mason ab 1968 regelmäßig Zeit auf einer Farm in Brattleboro, Vermont, wo sie bis zu ihrem Tod 2019 lebte. Posthum wurde ihr zu Ehren eine Dauerausstellung in der Hauptgalerie des Brattleboro Museum & Art Center eingerichtet.

## Werk
Mason entwickelte einen individuellen Ansatz in der Tradition des Abstrakten Expressionismus und der Farbfeldmalerei. Ihre Arbeiten zeichnen sich durch Farbschleier und spontane Gesten aus. Sie ließ malerische Gesten mit dünnen, gegossenen Schichten in einer Vielzahl von Farben zusammenwirken, wodurch die Farbkontraste verstärkt wurden.